# Afife Jale
Afife Jale, née en 1902 à Kadıköy (Constantinople) et morte le 24 juillet 1941 à Istanbul, est une actrice de théâtre turque, surtout connue comme la première actrice de théâtre musulmane en Turquie.

## Biographie
Afife est née en 1902 à Constantinople de Hidayet et de sa femme Methiye. Elle a une sœur Behiye et un frère Salah. Elle étudie à la Girls Industry School de Constantinople ; cependant, elle souhaite être actrice. Dans l'Empire ottoman, les femmes turques musulmanes ne sont pas autorisées à jouer sur scène par un décret du ministère de l'Intérieur. Seules les femmes non musulmanes des minorités grecque, arménienne ou juive sont éligibles à cet emploi.
Le père d'Afife est contre une carrière théâtrale parce qu'il la considère comme malsaine. Pour cette raison, elle s'enfuit de la maison de ses parents. Elle entre en tant que stagiaire au théâtre du nouveau conservatoire de la ville (en Turc ottoman : Darülbedayi). Le Conservatoire ouvre un cours pour former des actrices musulmanes dans le but de jouer uniquement pour un public féminin.
Elle fait ses débuts sur scène en 1920, jouant le rôle d' « Emel » dans la pièce de théâtre Yamalar, écrite par Hüseyin Suat. Elle obtient le rôle à la suite du départ de l'Arménienne Eliza Binemeciyan pour Paris. Elle prend le nom de scène Jale pour cette pièce, et s'appelle désormais Afife Jale. Se produisant au « Théâtre Apollon » de Kadıköy, Jale devient la première actrice de théâtre musulmane turque du pays. Elle a dû être cachée au moins deux fois par ses collègues acteurs non musulmans lors de descentes de police au milieu de la pièce. La direction du conservatoire a été avertie de la restriction qui a conduit à son départ du théâtre en 1921,,. Elle joue ensuite dans d'autres compagnies de théâtre sous divers noms de scène.
Elle se retrouve en difficulté financière et commence à souffrir de maux de tête aigus. Elle devient accro à la morphine après que son médecin lui ait prescrit une thérapie à base de ce produit.
En 1923, Mustafa Kemal, le fondateur de la République nouvellement proclamée, lève l'interdiction de l'époque ottomane sur le théâtre pour les femmes musulmanes. Cela conduit à la fin des peurs d'Afife. Elle rejoignit le théâtre et fit une tournée en Anatolie. Cependant, sa toxicomanie provoque une aggravation de sa santé qui conduit finalement à sa retraite du théâtre.

## Vie privée
Afife Jale est pauvre après l'arrêt de sa carrière d'actrice. En 1928, elle rencontre Selahattin Pınar (1902-1960), un virtuose du tambur (en), lors d'un concert de musique classique turque (en) auquel elle assiste. Le couple se marie en 1929 et emménage dans un appartement de l'actuel district de Fatih à Constantinople. La vie conjugale ne se passe pas bien et le couple divorce en 1935 lorsque la dépendance à la morphine d'Afife affecte négativement leur mariage. Selahattin Pınar compose un certain nombre de pièces musicales, qui sont devenues plus tard des classiques, faisant référence à sa relation avec sa femme pendant leur mariage.
Préoccupés par sa dépendance à la substance, les amis de Jale du conservatoire l'ont conduite à l'hôpital psychiatrique de Bakırköy (en) pour une thérapie. Elle passe ses dernières années à l'hôpital, où elle meurt le 24 juillet 1941. Son lieu de sépulture a été oublié.

## Héritage
En 1987, la journaliste Nezihe Araz (1922–2009) écrit une pièce de théâtre intitulée Afife Jale, qui est jouée sur scène et adaptée en film,,.
La vie tragique d'Afife Jale est adaptée deux fois au cinéma, d'abord dans le film Afife Jale de 1987 réalisé par Şahin Kaygun, et plus tard dans le film Kilit de 2008 de Ceyda Aslı Kılıçkıran, avec Müjde Ar dans les deux,.
Créée en décembre 1998, la « Compagnie de danse moderne » de l'Opéra et du Ballet d'État de Turquie interprète une suite de ballet contemporain (en), Afife, composée par Turgay Erdener (en) et chorégraphiée par Beyhan Murphy. L'œuvre en deux actes dramatise la vie d'Afife en quatre scènes aux couleurs or (jeunesse), rouge (lutte), violet (dépendance) et argent (mort),. Le ballet est joué à nouveau en 2012 à l'Opéra Süreyya de Kadıköy,.
L'album de musique Afife sorti en 2000 contient une chanson de musique classique de la soprano Selva Erdener accompagnée par l'Orchestre symphonique Tchaïkovski de la Radio de Moscou,.
Un film documentaire « Yüzyılın aşkları : Afife ve Selahattin » de Can Dündar, retraçant son mariage avec Selahattin Pınar, est diffusé en 2004 sur la chaîne CNN Türk,.
Dans le quartier Ortaköy, du district de Beşiktaş d'Istanbul, un centre culturel, le « Afife Jale Kültür Merkezi », et une scène de théâtre, le « Afife Jale Sahnesi », portent son nom,.
Depuis 1997, le prix du théâtre Afife Jale, créé par la compagnie d'assurance Yapı Kredi Sigorta, est décerné chaque année à des acteurs de théâtre.